# 라프레이반디쿠트
라프레이반디쿠트(Peroryctes raffrayana)는 반디쿠트과에 속하는 유대류의 일종이다. 인도네시아와 파푸아뉴기니에서 발견된다. 자연 서식지는 아열대 또는 열대 기후 지역의 건조한 숲이다.